# 유선경
유선경(1984년 ~ )은 대한민국 MBC의 아나운서이다.

## 학력
- 숙명여자대학교 의류학 학사

## 경력
- 2011년 : 소비자TV 아나운서
- 2011년 : CJ헬로비전 아나운서
- 2012년 4월 ~ 2017년 12월 / 2018년 7월 ~ 2024년 : MBC 아나운서
- 2023년 12월 ~ 현재 : MBC 엠빅뉴스팀

## 진행

### 텔레비전
- MBC 뉴스투데이 : 2012년 5월 19일 ~ 2012년 10월 6일까지 주말 진행 / 이 시각 세계, 밤 사이 세계 등 코너 진행 / 2025년 2월 24일 ~ 이 시각 세계 코너 진행
- MBC 930 뉴스 : 2012년 6월 25일 ~ 2012년 10월 5일까지 진행
- MBC 12시 뉴스 : 2012년 6월 25일 ~ 2012년 10월 5일까지 진행
- MBC 뉴스 24 : 2012년 10월 8일 ~ 2013년 3월 15일까지 진행
- MBC 이브닝뉴스 : 2013년 3월 18일 ~ 2017년 12월 12일까지 보조 진행
- MBC 3시 경제뉴스 : 2013년 10월 30일 ~ 2013년 11월 15일까지 진행

### 라디오
- MBC 뉴스포커스 : 2012년 진행

### 네이버오디오클립
- MBC 뉴스배달 유선경입니다 : 2020년 9월 22일 ~ 2021년 5월 21일